# Carrera de senderos
Carrera de senderos, carrera de montaña o también conocida con el anglicismo trail running, es un deporte que consiste en correr por senderos de montaña, huellas, rastros o caminos secundarios, a través de montañas, cerros y montes, cruzando arroyos y ríos, con grandes trepadas y abruptas bajadas, a diferencia de lo que ocurre en los maratones y el senderismo. Tanto la naturaleza del terreno como el desnivel del recorrido, además de la distancia, son dos características fundamentales de un recorrido de carrera de montaña.

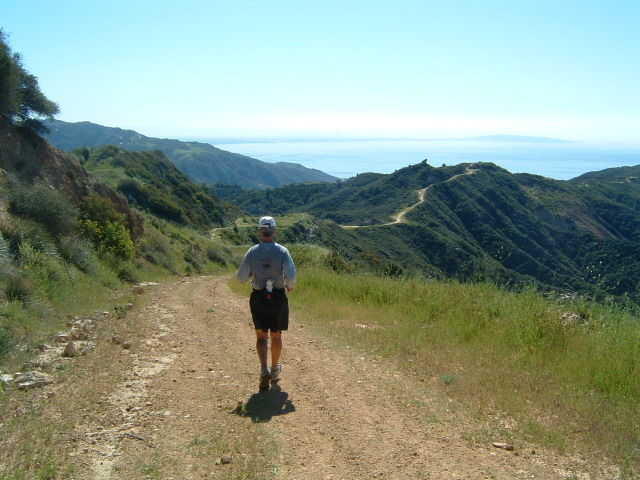
Ultramaratón Backbone Trail en Sierra de Santa Mónica, California.

Mientras en las carreras de campo a través se corren distancias cortas (rara vez más de 12 kilómetros), en los trails o carreras de senderos no hay un límite de distancia claramente definido, exigiendo al corredor recorrer rutas más largas. En su vertiente de mayor distancia, estas carreras se denominan ultra-trail running o ultramaratones.

## Equipamiento

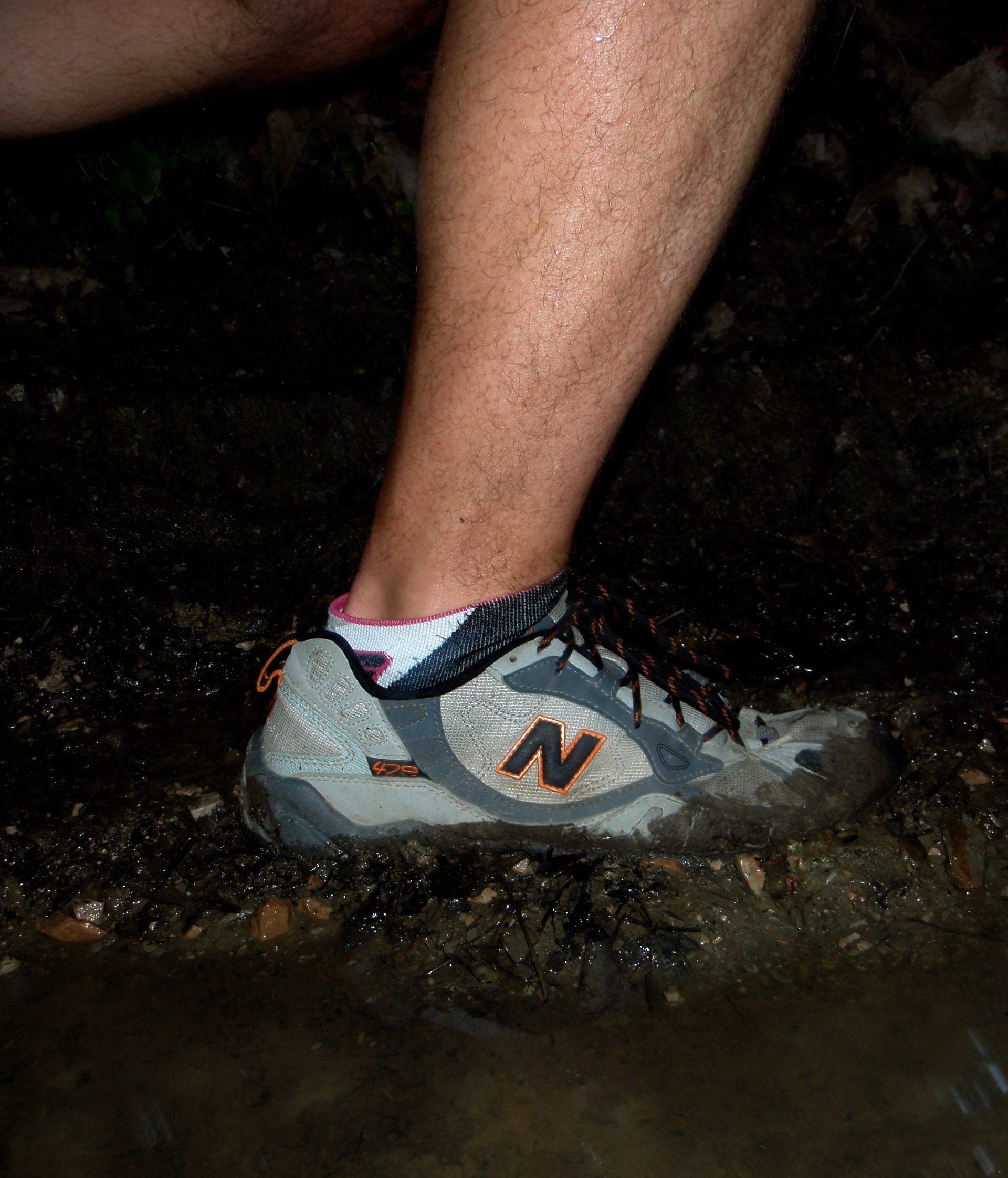
Zapatos de trail running que proporcionan mayores beneficios en superficies blandas como el barro o la hierba que los que se utilizan usualmente para correr

Los corredores de esta categoría utilizan zapatos especialmente diseñados para correr en montaña con mejores suelas que las zapatillas comunes. Suelen utilizarse calzados especiales hechos de material similar al nailon que protegen los pies de heridas por punción de rocas afiladas u otros objetos. Algunos corredores añaden pequeños crampones a la parte inferior de sus zapatos para tener una mejor tracción en nieve y hielo.
Una forma alternativa de que estos corredores lleven agua encima es utilizar una bolsa de agua potable con un tubo y que tiene forma de mochila o riñonera. Es necesario llevar los diez elementos básicos de supervivencia para reducir los riesgos inherentes a las actividades al aire libre. Algunos corredores utilizan bastones telescópicos de senderismo para aumentar la velocidad y la estabilidad.
En función de las condiciones meteorológicas y del recorrido, al equipamiento debe añadirse también: rompevientos, botellas de agua, protector solar, gafas de sol, polainas, espray antiinsectos, linternas frontales cuando se vaya a realizar el recorrido de noche o en condiciones de baja visibilidad, entre otro equipamiento posible. En las competiciones, las normativas de la carrera puede requerir la utilización obligatoria de un equipamiento determinado. Con el tiempo el calzado para correr por montaña ha evolucionado, trayendo nuevos materiales como membranas impermeables, zapatos más ligeros y rápidos...

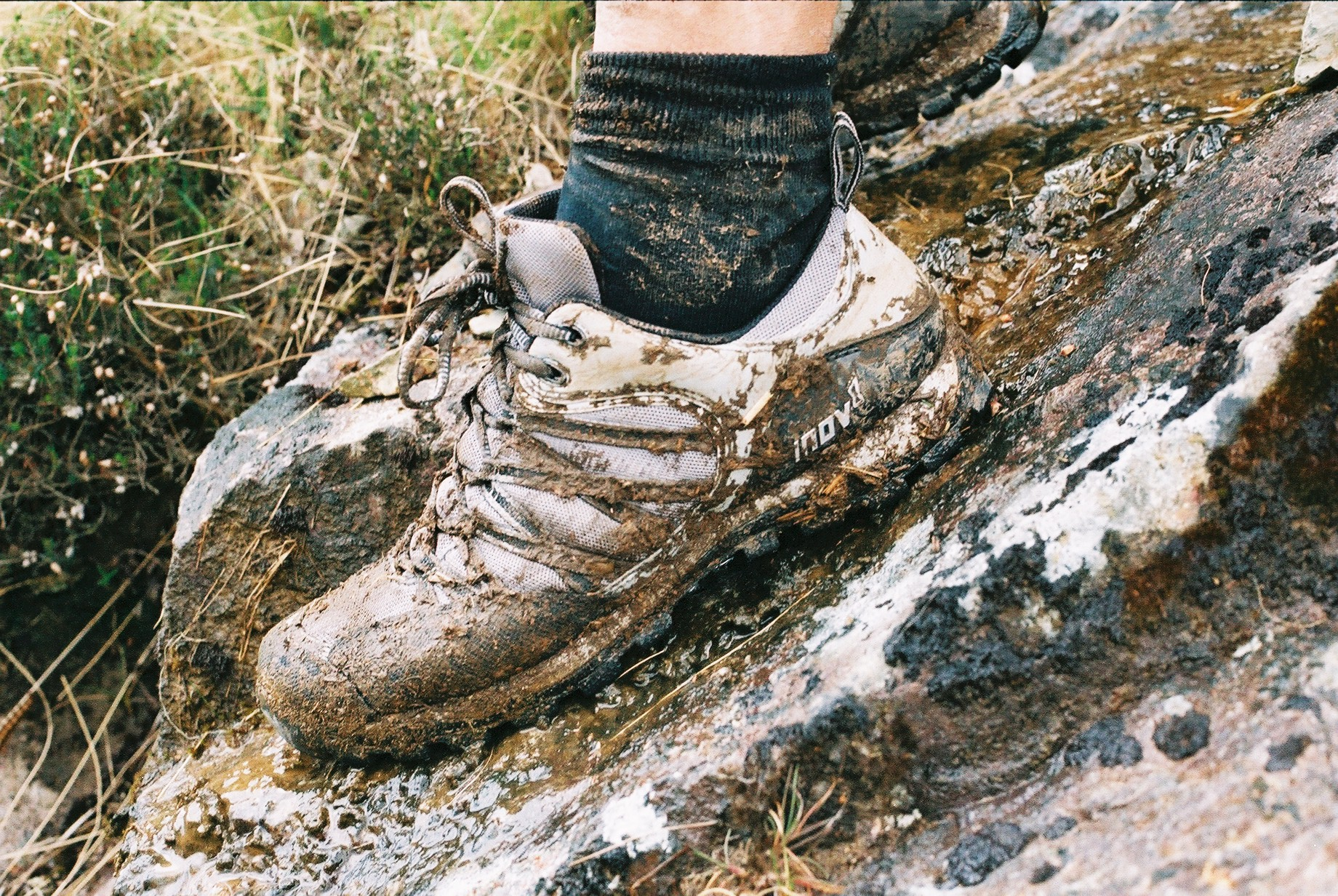
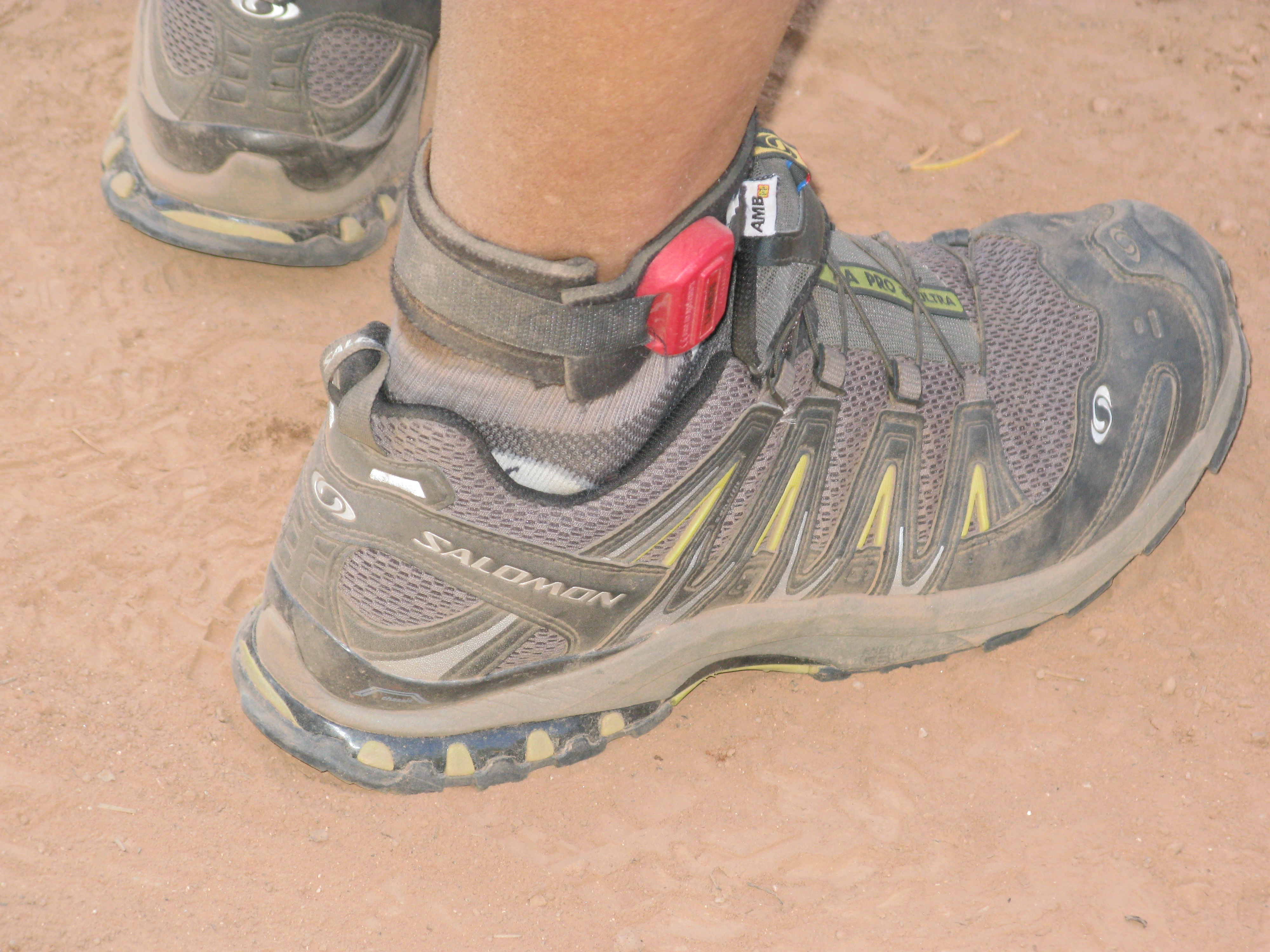

## Competiciones

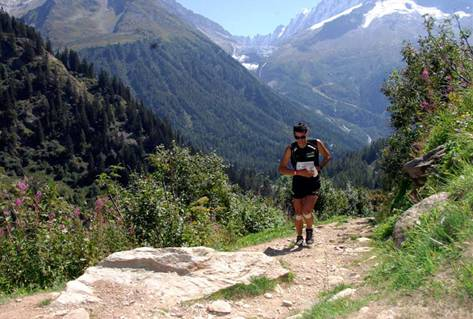
Kílian Jornet corriendo el Ultra-Trail de Mont-Blanc en 2008.

Hay una gran cantidad de carreras de montaña que se organizan en el mundo. Debido a que relativamente es reciente la historia de las carreras por senderos como deporte organizado, son muy pocas las entidades organizadoras que tengan una larga tradición o reputación.
En comparación con las carreras de atletismo en general, a menudo existe un menor número de participantes, siendo también limitado su cupo. Esto se debe a varias razones como la estrechez de los senderos, las limitaciones de los parques nacionales por donde muy a menudo se corre, la seguridad y el cuidado del medioambiente donde esta se desarrolla.
No obstante, debido a la explosión de este deporte en los últimos años, en algunas de estas carreras, sobre todo en las más míticas como el Ultra Trail de Montblanc (UTMB), participan miles de participantes.
Las distancias en carreras varían ampliamente desde los 5 km a los 300 km del Ultra Trail du Mont Blanc. Cada 5 o 10 kilómetros a lo largo del recorrido se ubican avituallamientos que suministran alimentos y bebidas mientras dura la competencia. La mayoría de las carreras de montaña poseen una sola etapa donde el tiempo de los competidores se calcula restando el tiempo de parada en los puestos de socorro al tiempo total logrado por el deportista. Sin embargo, existe una mayor tendencia a que correr por senderos se realice por etapas y en varios días, con apoyo completo a los corredores y asegurando que tengan la mayor comodidad posible entre etapas.

## Récords a destacar

### Ascenso y descenso Teide
La marca oficialmente registrada como más rápida en realizar dicho trayecto desde la playa hasta la cima y vuelta lo ostenta el corredor marroquí nacionalizado español Zaid Ait Malek, afincado en Cartagena, que consiguió completar el recorrido en 5h53min, reduciendo en 20 minutos el anterior registro de Pau Capell. La cierta polémica vendría cuando poco antes el actual campeón del mundo 2021 Manuel Merillas obtuvo en el mismo tramo una marca de 5h36min, sin embargo, el corredor leonés no obtendría la oficialidad. Esto se debió a las diferencias existentes entre récord individual y marca rápida FKT (Fastest Known Time). En el primer caso el registro es asaltado por un corredor en solitario con un seguimiento de salida a meta por un cronometrador certificado por la federación, al contrario, la marca FKT consiste en el intento en solitario de un corredor sin testigos oficiales y con las únicas pruebas de la grabación GPS y track tomados por el propio corredor.
Actualmente se reconocen ambas marcas, la marcada por Merillas el 3 de diciembre de 2020 y la fijada por Zaid el 17 del mismo mes. 
Otras plusmarcas
- Del 20 al 22 de mayo de 2017 el considerado por muchos referente histórico del trail y mundo de las carreras por montaña Kílian Jornet hacía historia al marcar un registro de 26 horas de ascensión al Everest desde el inicio de la ruta de la cara norte a 5100m, todo ello sin cuerdas fijas ni oxígeno.
- El 21 de agosto de 2013 el propio Jornet subiría y descendería el Cervino o Matterhorn desde la localidad italiana de Cervinia en 2h52min02" rebajando holgadamente el anterior y muy antiguo registro de Bruno Brunod de nada menos que 1994.
- El pasado 24 de agosto de 2021 el mencionado corredor leonés Manuel Merillas rebajaba en más de media hora la anterior mejor marca de ascenso-descenso al Macizo del Monte Rosa fijándola en 3h59min18".